# Leasburg
Leasburg és una població dels Estats Units a l'estat de Missouri. Segons el cens del 2000 tenia 323 habitants.

## Demografia
Segons el cens del 2000, Leasburg tenia 323 habitants, 144 habitatges, i 88 famílies. La densitat de població era de 290 habitants per km².
Dels 144 habitatges en un 27,8% hi vivien nens de menys de 18 anys, en un 48,6% hi vivien parelles casades, en un 7,6% dones solteres, i en un 38,2% no eren unitats familiars. En el 35,4% dels habitatges hi vivien persones soles el 16% de les quals corresponia a persones de 65 anys o més que vivien soles. El nombre mitjà de persones vivint en cada habitatge era de 2,24 i el nombre mitjà de persones que vivien en cada família era de 2,83.
Per edats la població es repartia de la següent manera: un 24,1% tenia menys de 18 anys, un 8% entre 18 i 24, un 26,3% entre 25 i 44, un 22,3% de 45 a 60 i un 19,2% 65 anys o més.
L'edat mediana era de 38 anys. Per cada 100 dones de 18 o més anys hi havia 91,4 homes.
La renda mediana per habitatge era de 19.750 $ i la renda mediana per família de 29.250 $. Els homes tenien una renda mediana de 27.188 $ mentre que les dones 11.875 $. La renda per capita de la població era d'11.878 $. Entorn del 14,6% de les famílies i el 21% de la població estaven per davall del llindar de pobresa.

## Poblacions més properes
El següent diagrama mostra les poblacions més properes.